# 朴林恒
朴 林恒（パク・イムハン、박임항）は大韓民国の軍人、政治家。本貫は密陽朴氏。創氏改名時の日本名は鶴山林恒。

## 経歴
1919年3月、咸鏡南道洪原に生まれる。満州国間島省龍井街の光明中学校に入学した。丁一権の講演に影響を受け、1938年に新京軍官学校に入学した。
1940年春、新京軍官学校予科第1期を優秀な成績で卒業（生徒隊予科第1連第1区隊歩兵科）。李周一、崔昌彦らと共に陸軍士官学校（第56期相当）に留学。1942年、佳木斯部隊に配属され歩兵少尉に任官。のちに奉天陸軍飛行学校操縦科に入校して、1945年3月に卒業。終戦時は満州軍飛行兵中尉。
終戦後はソウルに行き呂運亨の所に身を寄せた。建国準備委員会青年部で活動し、全国軍事準備委員会委員。1946年2月27日、呂運亨の指示により金永澤、金インキ、朴俊鎬、朴蒼岩、李再起、崔在桓、崔昌崙と共に越北。朝鮮人民軍の創設に参与し、美林自動車工場長として勤務。1947年末、密航交易船で越南。韓国で朝鮮民族青年団教務次長として活動していたが、1948年8月に陸軍士官学校に入学。
1948年10月、陸軍士官学校卒業（特任第7期）、任大尉（軍番12319番）、陸軍本部作戦課長。
1948年11月から1950年1月まで陸軍第211部隊を率いて麗水・順天事件鎮圧作戦や智異山ゲリラ討伐作戦を実施した。
1950年1月15日、第3連隊長、任大領。
1950年6月10日、陸軍本部作戦教育局次長。東海岸の第8師団を検閲中に朝鮮戦争が勃発したため、兵器運搬車でソウルに帰った。9月、第1軍団作戦主任参謀。12月、参謀総長秘書室長。
1951年7月、第1師団長、任少将。
1953年6月、アメリカ第1軍団副軍団長。同年9月、アメリカ陸軍指揮幕僚大学に留学。
1954年6月、陸軍本部人事局長。同年10月、陸軍歩兵学校長。同じ駐屯地の砲兵学校長は朴正煕准将であり軍事クーデターに参加する機縁となる。
1955年7月、第6軍管区司令官。10月に国防研究院の創設を任じられ4年間、総長として精魂を傾け、自らも院生として学んだ。
1959年7月、国防部次官補。
1960年7月、第1軍団長。10月、第5軍団長。
1961年1月、中将に昇進。5月、5・16軍事クーデターの首謀者の1人として参加し、隷下の第5師団（蔡命新准将）をソウルに派遣してクーデターを成功させる。クーデター後、国家再建最高会議最高委員兼第1軍司令官。
1962年6月、建設部長官。
1963年3月、反革命事件関与の容疑で拘束、予備役編入。
1966年3月、病気のため刑停止、釈放され入院し、5月に退院。
1969年8月、特別赦免。
1970年5月、韓国航空整備株式会社代表取締役。

## 叙勲
- レジオン・オブ・メリット 1953年9月23日[10]